# Agrypnia obsoleta
Agrypnia obsoleta is een schietmot uit de familie Phryganeidae. De soort komt voor in het Palearctisch en het Nearctisch gebied.

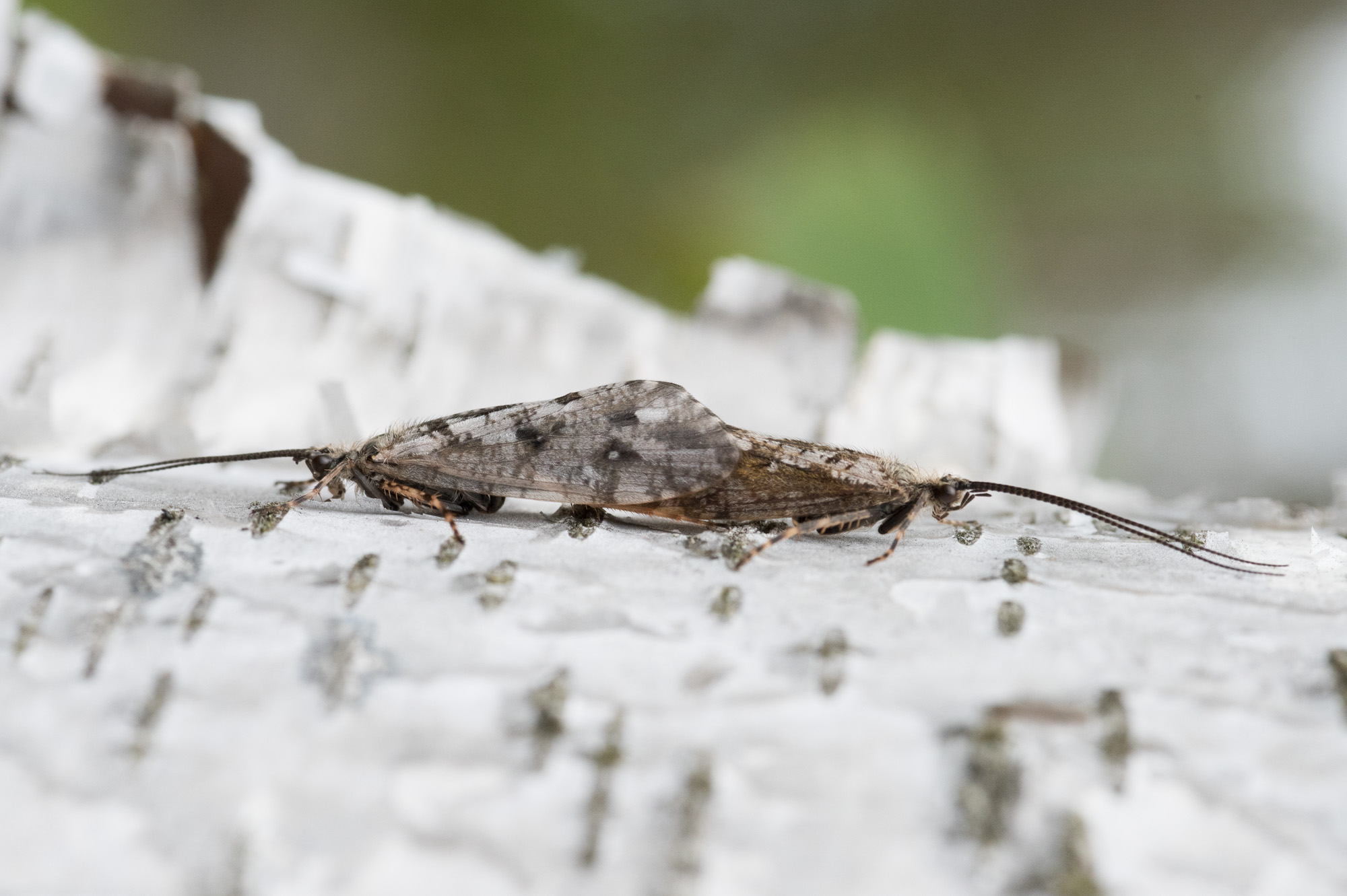
Het vrouwtje links
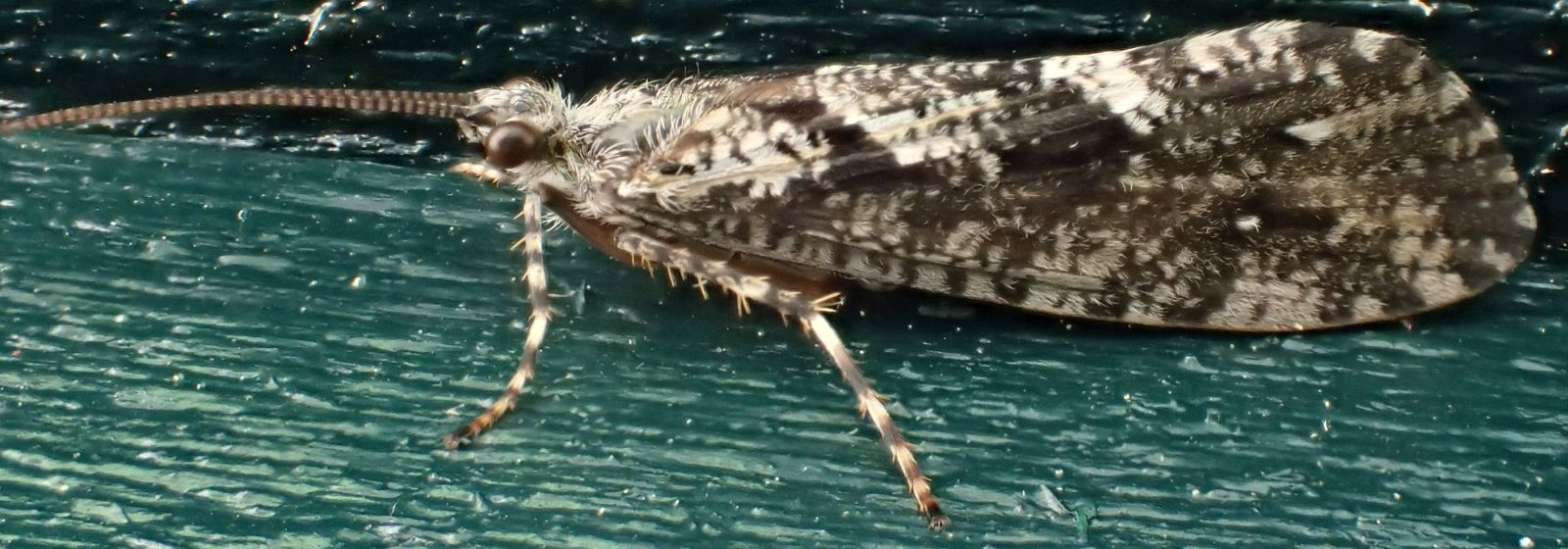
Mannetje
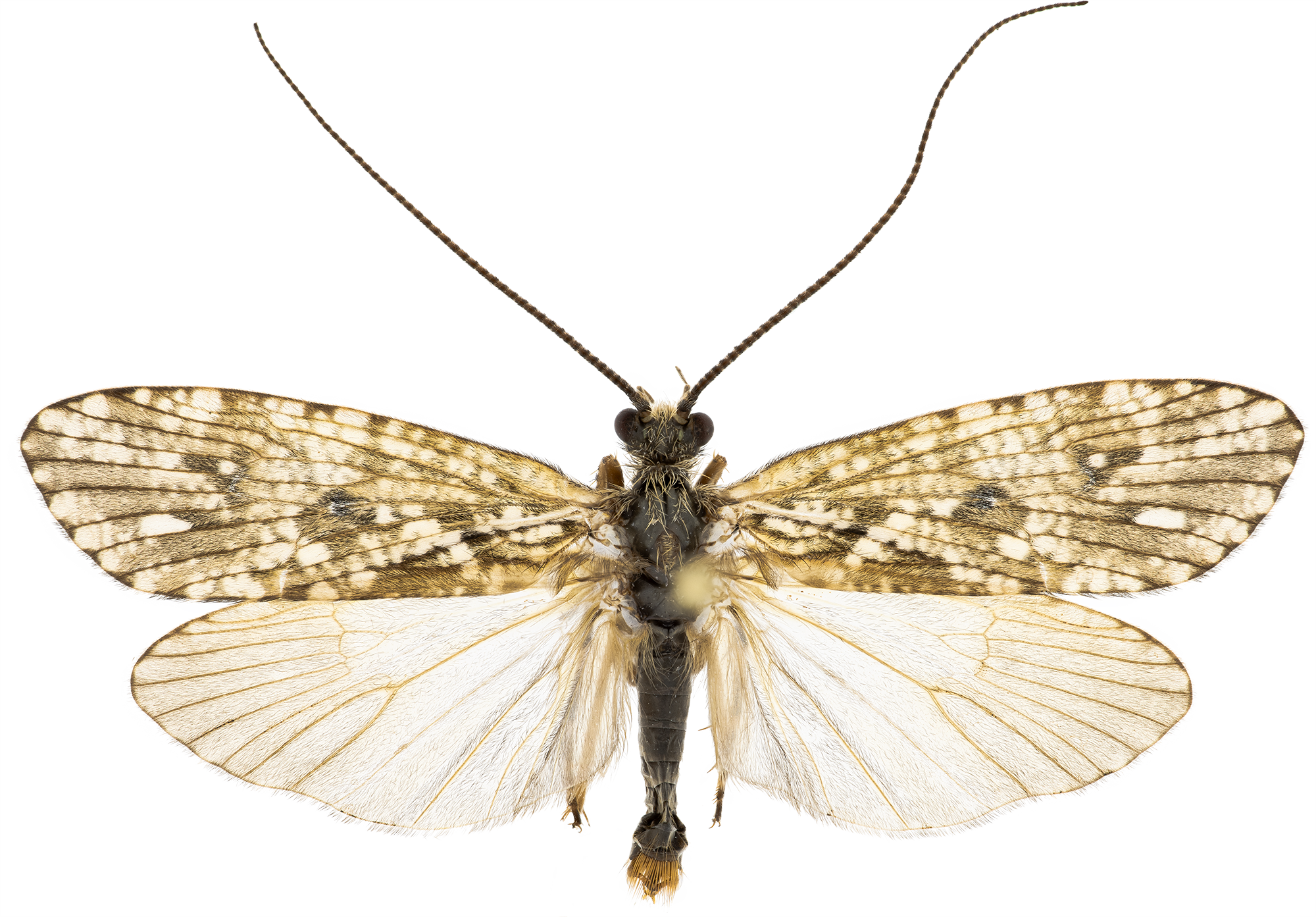
Mannetje
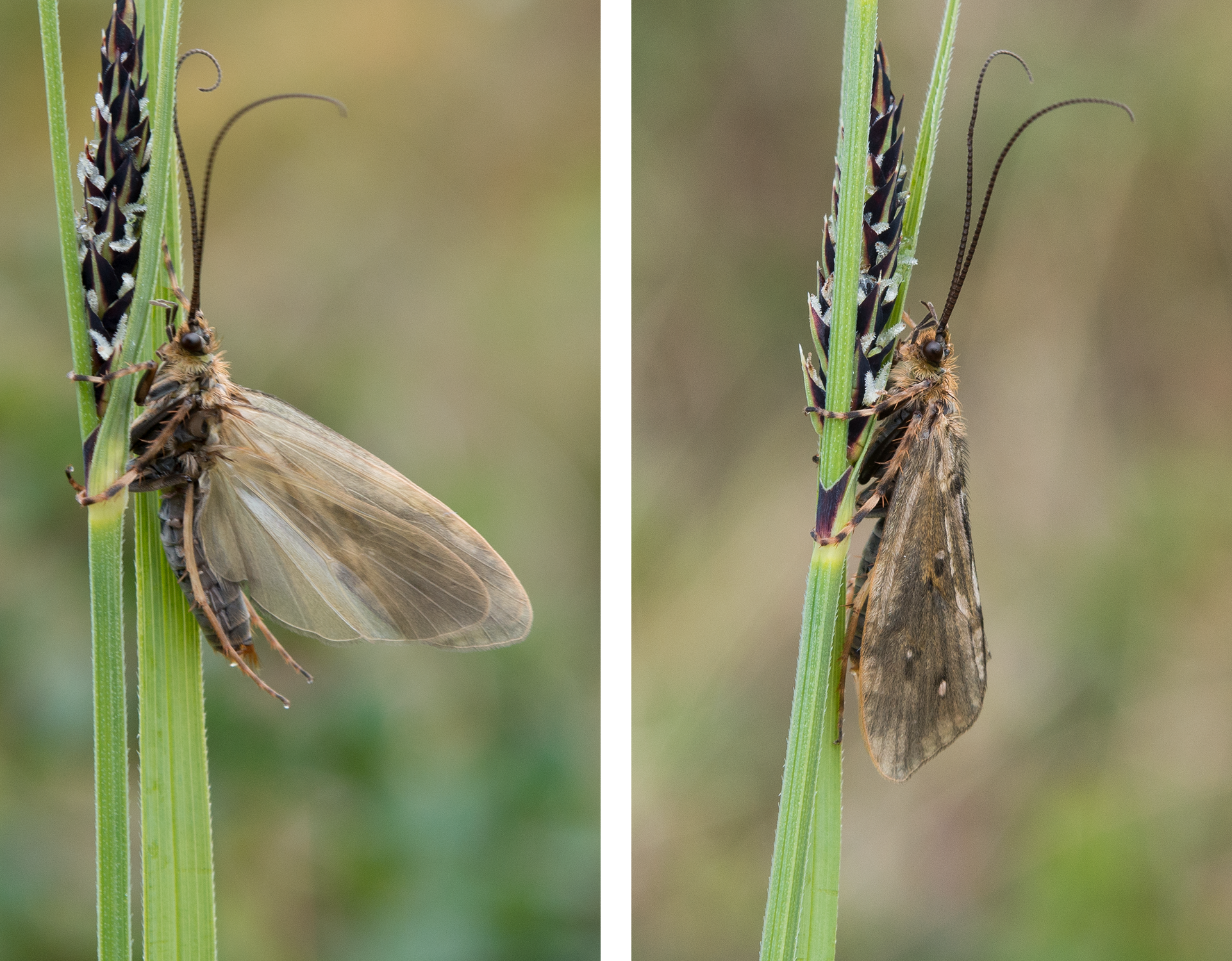
Uitkomen en de vleugels draaien
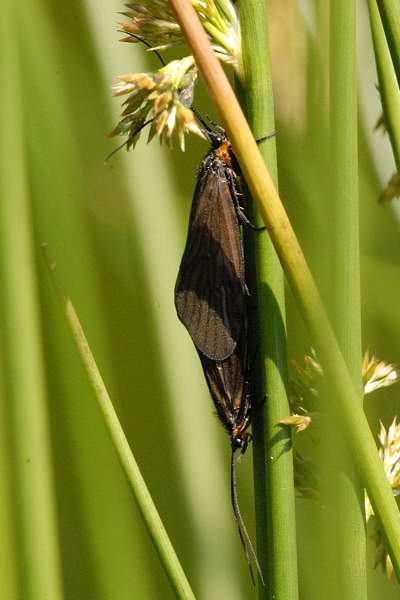